# Phasmatidae
Phasmatidae vormen een familie in de orde van de wandelende takken. De wetenschappelijke naam van deze familie is voor het eerst voorgesteld door George Robert Gray in een publicatie uit 1835.

## Onderverdeling in geslachten

### OnderfamilieClitumninaeBrunner von Wattenwyl, 1893

#### TribusClitumniniBrunner von Wattenwyl, 1893
- Baculomia Bresseel & Constant, 2019
- Cuniculina Brunner von Wattenwyl, 1907
- Ectentoria Brunner von Wattenwyl, 1907
- Entoria Stål, 1875
- Erringtonia Brunner von Wattenwyl, 1907
- Gongylopus Brunner von Wattenwyl, 1907
- Lobofemora Bresseel & Constant, 2015
- Mesentoria Chen & He, 2008
- Metentoria Brunner von Wattenwyl, 1907
- Parabaculum Brock, 1999
- Paraentoria Chen & He, 1997
- Paraleiophasma Chen & He, 2008
- Prosentoria Brunner von Wattenwyl, 1907
- Pterulina Bresseel & Constant, 2020
- Ramulus Saussure, 1862
- Rhamphophasma Brunner von Wattenwyl, 1893
- Woodmasonia Brunner von Wattenwyl, 1907

#### TribusMedauriniHennemann & Conle, 2008
- Cnipsomorpha Hennemann, Conle, Zhang & Liu, 2008
- Interphasma Chen & He, 2008
- Medaura Stål, 1875
- Medauroidea Zompro, 2000
- Medauromorpha Bresseel & Constant, 2017
- Megacnipsomorpha Ho, 2021
- Neomedaura Ho, 2020
- Neosinophasma Ho, 2017
- Neospiniphasma Ho, 2021
- Parapachymorpha Brunner von Wattenwyl, 1893
- Spinoparapachymorpha Ho, 2021

#### TribusPharnaciiniGünther, 1953
- Baculonistria Hennemann & Conle, 2008
- Neophryganistria Ho, 2023
- Pharnacia Stål, 1877
- Phobaeticus Brunner von Wattenwyl, 1907
- Phryganistria Stål, 1875
- Tirachoidea Brunner von Wattenwyl, 1893

### OnderfamilieExtatosomatinaeSellick, 1997

#### TribusExtatosomatiniSellick, 1997
- Extatosoma Gray, 1833

### OnderfamilieHaplopodinaeGünther, 1953

#### TribusCladoxeriniKarny, 1923
- Cladoxerus Le Peletier & Audinet-Serville, 1828
- Parabactridium Redtenbacher, 1908
- Wattenwylia Piza, 1938

#### TribusHaplopodiniGünther, 1953
- Aploploides Rehn & Hebard, 1938
- Apteroplopus Hennemann, Conle & Perez-Gelabert, 2016
- Cephaloplopus Hennemann, Conle & Perez-Gelabert, 2016
- Diapherodes Gray, 1835
- Haplopus Burmeister, 1838
- Paracranidium Brock, 1998
- Parhaplopus Hennemann, Conle & Perez-Gelabert, 2016
- Venupherodes Hennemann, Conle & Perez-Gelabert, 2016

#### TribusHesperophasmatiniBradley & Galil, 1977
- Agamemnon Moxey, 1971
- Hesperophasma Rehn, 1901
- Hypocyrtus Redtenbacher, 1908
- Lamponius Stål, 1875
- Rhynchacris Redtenbacher, 1908
- Sigaruphasma Hennemann, Conle, Perez-Gelabert & Valero, 2020
- Tainophasma Conle, Hennemann & Perez-Gelabert, 2014
- Taraxippus Moxey, 1971

#### TribusPterinoxyliniHennemann, Conle & Perez-Gelabert, 2016
- Pterinoxylus Audinet-Serville, 1838

#### TribusTeruelphasminiYong, 2017
- Guamuhaya Yong, 2017
- Teruelphasma Yong, 2017

### OnderfamilieMegacraniinaeHennemann, 2020
- Acanthograeffea Günther, 1932
- Apterograeffea Cliquennois & Brock, 2002
- Davidrentzia Brock & Hasenpusch, 2007
- Erastus Redtenbacher, 1908
- Graeffea Brunner von Wattenwyl, 1868
- Megacrania Kaup, 1871
- Ophicrania Kaup, 1871
- Xenomaches Kirby, 1896

### OnderfamilieMonandropterinaeBrunner von Wattenwyl, 1893

#### TribusMonandropteriniBrunner von Wattenwyl, 1893
- Monandroptera Audinet-Serville, 1838
- Monogynacantha Cliquennois, 2021
- Rhaphiderus Audinet-Serville, 1838

### OnderfamiliePachymorphinaeBrunner von Wattenwyl, 1893

#### HemipachymorphiniGünther, 1953
- Hemipachymorpha Kirby, 1904
- Pseudopromachus Günther, 1929
- Spinotectarchus Salmon, 1991
- Tectarchus Salmon, 1954

#### TribusPachymorphiniBrunner von Wattenwyl, 1893
- Acanthoderus Gray, 1835
- Asteliaphasma Jewell & Brock, 2003
- Micrarchus Carl, 1913
- Miniphasma Zompro, 2007
- Niveaphasma Jewell & Brock, 2003
- Pachymorpha Gray, 1835

### OnderfamiliePhasmatinaeLeach, 1815

#### TribusAcanthomiminiGünther, 1953
- Acanthomima Kirby, 1904
- Anophelepis Westwood, 1859
- Arphax Stål, 1875
- Echetlus Stål, 1875
- Mauritiophasma Cliquennois & Brock, 2004
- Vasilissa Kirby, 1896

#### TribusAcanthoxyliniBradley & Galil, 1977
- Acanthoxyla Uvarov, 1944
- Argosarchus Hutton, 1898
- Clitarchus Stål, 1875
- Pseudoclitarchus Salmon, 1991
- Tepakiphasma Buckley & Bradler, 2010

#### TribusPhasmatiniLeach, 1815
- Acrophylla Gray, 1835
- Anchiale Stål, 1875
- Cigarrophasma Brock & Hasenpusch, 2001
- Clemacantha Rainbow, 1897
- Ctenomorpha Gray, 1833
- Dryococelus Gurney, 1947
- Eurycnema Audinet-Serville, 1838
- Onchestus Stål, 1877
- Paractenomorpha Hennemann & Conle, 2004
- Paracyphocrania Redtenbacher, 1908
- Paronchestus Redtenbacher, 1908
- Peloriana Uvarov, 1940
- Phasma Lichtenstein, 1796

### OnderfamiliePlatycraninaeBrunner von Wattenwyl, 1893

#### TribusPlatycraniniBrunner von Wattenwyl, 1893
- Platycrana Gray, 1835

#### TribusStephanacridiniGünther, 1953
- Diagoras Stål, 1877
- Hermarchus Stål, 1875
- Macrophasma Hennemann & Conle, 2006
- Nesiophasma Günther, 1934
- Phasmotaenia Navas, 1907
- Sadyattes Stål, 1875
- Stephanacris Redtenbacher, 1908

### OnderfamilieTropidoderinaeBrunner von Wattenwyl, 1893

#### TribusGigantophasmatiniHennemann & Conle, 2008
- Gigantophasma Sharp, 1898

#### TribusTropidoderiniBrunner von Wattenwyl, 1893
- Lysicles Stål, 1877
- Malandania Sjöstedt, 1918
- Micropodacanthus Brock & Hasenpusch, 2007
- Parapodacanthus Brock, 2003
- Paratropidoderus Brock & Hasenpusch, 2007
- Podacanthus Gray, 1833
- Tropidoderus Gray, 1835

#### Tribus onbekend
- Didymuria Kirby, 1904

### XeroderinaeGünther, 1953

#### XeroderiniGünther, 1953
- Caledoniophasma Zompro, 2001
- Cnipsus Redtenbacher, 1908
- Dimorphodes Westwood, 1859
- Epicharmus Stål, 1875
- Leosthenes Stål, 1875
- Nisyrus Stål, 1877
- Sinoxenophasmina Ho, 2021
- Xenophasmina Uvarov, 1940
- Xeroderus Gray, 1835

### Onderfamilie onbekend

#### TribusAchriopteriniGünther, 1953
- Achrioptera Coquerel, 1861
- Glawiana Hennemann & Conle, 2004

### Onderfamilie en tribus onbekend
- Monoiognosis Cliquennois & Brock, 2004
- Spathomorpha Cliquennois, 2005